# 欧日地区圣乔治
欧日地区圣乔治（法語：Saint-Georges-en-Auge，法語發音：[sɛ̃ ʒɔʁʒ ɑ̃.n‿oʒ] ⓘ）是法国卡尔瓦多斯省的一个旧市镇，属于利雪区。2017年，欧日地区圣乔治与临近的12个市镇合并为新市镇欧日地区圣皮埃尔。

## 地理
欧日地区圣乔治（48°59'27"N, 0°3'37"E）面积5.16 平方千米，位于法国诺曼底大区卡爾瓦多斯省，该省份为法国西北部沿海省份，北濒大西洋英吉利海峡，东北与滨海塞纳省以海上边界相接，东临厄尔省，南至奧恩省，西与芒什省接壤。
与欧日地区圣乔治接壤的市镇（或旧市镇、城区）包括：米图瓦、蒙维耶特、圣玛格丽特-德维耶特、卢东。
欧日地区圣乔治的时区为UTC+01:00、UTC+02:00（夏令时）。

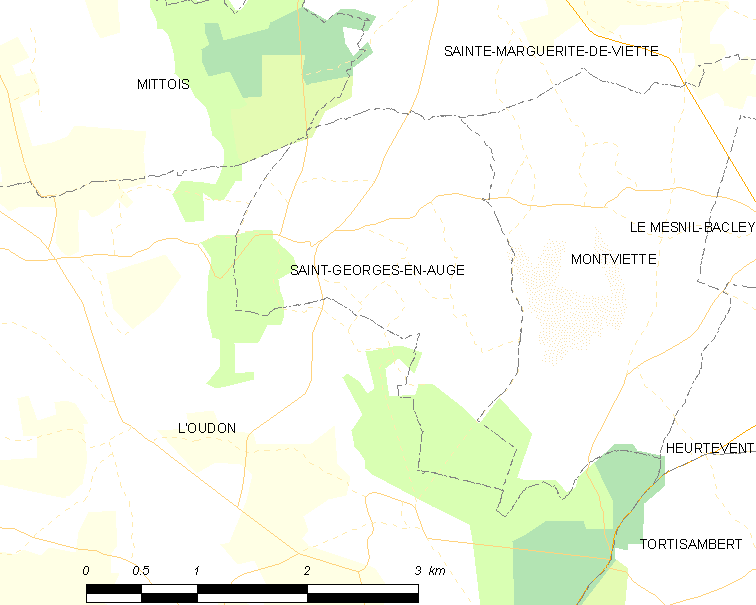
欧日地区圣乔治的OSM定位图

## 行政
欧日地区圣乔治的邮政编码为14140，INSEE市镇编码为14580。

## 政治
欧日地区圣乔治所属的省级选区为利瓦罗派多日县。

## 人口

1962-2008年间欧日地区圣乔治人口变化图示

欧日地区圣乔治于2018年1月1日时的人口数量为84人。